# Алма Муриел
Алма Муриел (на испански: Alma Muriel) е мексиканска актриса. Дебютът си в киното прави през 1960-те години.

## Биография
Родена е на 20 октомври 1951 г. в Мексико Сити и още от малка започва да проявява интерес към киното. Вече като по-голяма започва да взима участия в пиеси, филми и теленовели, от които печели куп номинации и награди. В теленовелата Есперанса печели наградата за "Най-добър женски антагонист", а също така и за ролята си в „Странното завръщане на Диана Саласар“.
Муриел почива от сърдечен удар на 5 януари 2014 г., на 62-годишна възраст в Плая дел Кармен, Кинтана Ро, Мексико.

## Филмография
- Огън в кръвта (2008) .... Соледад
- Дестилирана любов (2007).... Министърка
- Любов без граници (2006 – 2007) .... Леонарда
- Девствената съпруга (2005) .... Мерседес
- Тъмна орис (2003 – 2004) .... Исабел Монтенегро
- Деветата заповед (2001) .... Клара Дуран
- Есперанса (1999) .... Консуело дел Вайе де Урибе
- Разногласие (1997 – 1998) .... Валентина
- Синьо (1996) .... Елена
- La culpa (1996) .... Андреа
- Ако Бог ми отнеме живота (1995) .... Ева де Санчес Амаро / Ева де Ернандес
- В капан (1991 – 1992) .... Луиса
- Аз купувам тази жена (1990) .... Матилде
- Las grandes aguas (1989).... Лена
- Странното завръщане на Диана Саласар (1988 – 1989) .... Ирене Дел Конде / Лукресия Тревиньо
- Como duele callar (1987) .... Аурелия
- Los años felices (1984) .... Ева
- Principessa (1984) .... Фернанда
- Vivir enamorada (1982) .... Естела
- Al rojo vivo (1980) .... Лилиана
- Cumbres borrascosas (1979) .... Кати
- Yara (1979) ....
- Marcha nupcial (1977) .... Мари Лола
- Pobre Clara (1975) .... Сусана
- Ven conmigo (1975) .... Барбара
- Пристигнала е натрапница (1974-1975) .... Нели Карвахал
- La Señora Joven (1972) .... Луиса